# Аленкины
Аленкины — угасший княжеский род, Рюриковичи, отрасль Ярославских князей.
Род внесён в Бархатную книгу.

## Происхождение и история рода
Род происходил от князя Александра Федоровича Ярославского, прозванием Аленка, сына Фёдора Фёдоровича Алабыша (колено XX от Рюрика). Он был воеводою у Иоанна III и Василия IV.
Многие из князей Аленкиных служили в воеводах. Одного из них, князя Андрея Фёдоровича, по прозванию Жеря, велено было казнить за некий проступок (1570), но посланные нашли его убитым на поле брани. Тогда царь Иван Васильевич приказал сослать в заточение его детей, которые там и умерли. С их смертью род князей Аленкиных угас.

## Поколенная роспись
| №                            | Ф,И,О                        | № отца | Примечания |
| ---------------------------- | ---------------------------- | ------ | --- |
| 1                            | Александр Фёдорович          |        | По прозванию "Аленка", родоначальник княжеского рода, воевода. |
| 2                            | Аленкин Андрей Александрович | 1      | Бездетный, 1-й воевода в Великих Луках (1536), наместник в Переславле (1540), 1-й воевода в Нижнем Новгороде (1548), наместник в Чернигове (1553).                  |
| 3                            | Аленкин Фёдор Александрович  | 1      | Голова в Тарусе, а после 1-й воевода в Стародубе (1520), голова в Тарусе (1521), 2-й воевода в Великих Луках (1534), 1-й воевода войск правой руки в Калуге (1543). |
| 4                            | Аленкин Юрий Фёдорович       | 3      | Бездетный |
| 5                            | Аленкин Андрей Фёдорович     | 3      | По прозванию "Жеря", воевода и наместник. |
| Княжеский род Аленкиных угас |                              |        | |